# Wasquehal
Wasquehal är en kommun i departementet Nord i regionen Hauts-de-France i norra Frankrike. Kommunen ligger i kantonen Roubaix-Ouest som tillhör arrondissementet Lille. År 2022 hade Wasquehal 20 674 invånare.

## Befolkningsutveckling
Antalet invånare i kommunen Wasquehal
| Referens: INSEE |